# 1975年東京都知事選挙
1975年東京都知事選挙（1975ねんとうきょうとちじせんきょ）は、1975年（昭和50年）4月13日に執行された東京都知事選挙。第8回統一地方選挙の一環として実施された。

## 概説

### 1973年 - 1975年1月
1973年春、自由民主党は2年後の都知事選挙の有力候補として、衆議院議員の石原慎太郎を立てる方針を打ち出した。石原はこれに対し辞退の態度を示した。合化労連委員長の太田薫は同年5月発売の『実業の世界』6月号に「太田薫のみた石原・美濃部の人物像」と題する文章を寄稿。美濃部について「杉並区の清掃工場の問題でとった態度は、非常に歯切れが悪かった」「精神主義者みたいなところは石原慎太郎氏と似たところがある」「東京都庁の職員三万人近い人を、どうみても使いこなしているとは言い切れない」と厳しい意見を付した。
1974年6月3日、自民党の都議団9人が党本部を訪れ、橋本登美三郎幹事長に要望書を手渡した。要望書には50人の自民党都議全員と、区市町村議など724人の署名が添えてあり、次のように書かれていた。
「首都を制する者は、国を制する。国とその体制にことさらに対決姿勢をとる美濃部知事の虚飾と偽善と怠慢の手から、断固都政を奪回することは、吾人の重責であると確信する。我々は、その最適の候補として、石原慎太郎氏を真剣に推薦するものである」
この大時代的な要望書を橋本幹事長は一蹴した。1か月後に控えた参院選でそれどころではなかったのと、石原が明らかな反主流派であったことが背景にあったとされる。石原は田中角栄首相が行った日中国交正常化とそれに伴う台湾との断交に真っ向から反対の意思を示しており、前年の1973年7月、反共を旗印とする政策集団「青嵐会」を結成していた。
1974年、自民党幹事長代理の江﨑真澄は元民社党衆議院議員の麻生良方を行きつけの小料理店に呼び、「都知事選に出てもらいたい。橋本幹事長も『もし麻生さんにその気持ちがあるのなら、立候補にあたっての条件を聞きたい』と言っている」と告げた。麻生は政界を離れ政治評論家になった自身を「負け犬」と表現し、「東京1区で負けた者がなぜ都民を代表する都知事になる資格があるのか」と固辞した。1週間後、自民党参議院議員会長の安井謙が督促の電話をするも、麻生は再び断った。
同年7月5日、田中角栄は参院選の遊説先の水戸市で記者会見し、元大蔵官僚の相澤英之が知事選候補として「格好な人物であると思う」と述べた。
同年11月26日、金脈問題の追及を受けていた田中は退陣を表明した。同日、公明党東京都本部は美濃部亮吉三選を支持する方針を決定した。日本社会党はこの時点ですでに美濃部推薦を決定していたが、都の同和行政に批判的だった日本共産党は支持を保留する態度をとっていた。
同年12月9日、田中が首相を辞任し、三木内閣が発足。党幹事長には中曽根康弘が就いた。三木武夫は田中からの引継ぎ事項として、首相就任直後から一橋大学学長の都留重人の意向打診と説得にとりかかったが、都留は頑なに断った。三木は独自に選考を進めるも、意中の人物はいずれも実らなかった。
1975年1月17日、美濃部は、同和行政問題がからんで膠着している社共の共闘関係を憂い、局面打開のため、公明党委員長の竹入義勝、社会党委員長の成田知巳、共産党委員長の宮本顕治の三者に都知事選出馬の意向を伝えるとともに、選挙への協力を要請した。
1月22日に開かれた政府・与党連絡会議で、安井謙と全国組織委員長の福田篤泰は人選を急ぐよう三木に要請した。党内部では「美濃部に相乗りしてはどうか」との意見もささやかれ始めていた。三木は同日、中曽根康弘幹事長と会い「少し待ってほしい」と了解を求めた。
1月23日、朝日新聞は朝刊一面で、三木が、石原と同じ旧東京2区選出の宇都宮徳馬に出馬要請する意向を固めたと報じた。1月29日、宇都宮は国会内で三木と会い、「私には国会議員としての責任と執着がある」として出馬の意向がないことを伝えた。

### 1975年2月
2月6日、党幹事長の中曽根康弘は石原慎太郎に正式に出馬要請をした。2月14日付の毎日新聞朝刊は、石原が事実上要請を受諾し、出馬の意向を示したと報じた。
2月16日、美濃部亮吉は2期限りでの勇退を表明した。同和問題をめぐる日本社会党と日本共産党の両党の分裂を理由とした。2月18日の都議会特別予算委員会でも重ねて不出馬を表明した。
2月19日、都民有志約50人が美濃部の出馬を求め、都庁正門前で集会を開き、「美濃部さんを三選させる都民党」の設立を宣言した。あわせてテント村をたて、ビラ約千枚を通行人に配布した。警視庁の統一地方選事前運動取締本部は翌20日、垂れ幕やビラが事前運動や違反文書の掲示に当たるとして警告を発したが、テント村住民は「この大事なときに、違反になるかどうかなんて構ってられない」と横断幕の数をさらに増やした。25日には身障者手帳を持つ横浜市在住の男性が「美濃部都政が崩れれば、横浜市の飛鳥田市政にも悪影響が出る」として、都庁正面玄関わきの屋外階段の下でハンストを始めた。
2月21日、美濃部は記者会見で涙を見せながら「どんなことがあってもでない決意だ。仮に社共統一戦線が復活しても今の気持ちはおそらく変わるまい」と発言した。
2月28日、都知事選立候補予定者に対する説明会が開催される。同日16時の定例記者会見で美濃部は「3選出馬は絶対ない」とまで言い切った。しかしこの日、政治評論家の上里繁は、3月4日発売の『週刊読売』のための原稿の出だしを次のように書いた。「〝スマイルの美濃部さん〟美濃部亮吉・東京都知事は必ず翻意、三選出馬に踏み切る。その時期は、3月10日前後である」

### 1975年3月以降
3月6日、石原はホテルニューオータニで会見し、正式に出馬表明をした。黛敏郎、遠藤周作、江上フジらが出席し、司会は浅利慶太が務めた。石原の選挙母体である「新しい東京をつくる都民の会」の代表には黛が就任し、小林秀雄が代表幹事の一人として名を連ねた。そのほか、坂本二郎、黒川紀章、牛尾治朗、香山健一、塩路一郎、飯守重任、はかま満緒、小池朝雄、村松英子、若三杉彰晃、扇谷正造、升田幸三、八木治郎、高田好胤、桂文治、山本直純、高峰三枝子、木暮実千代、毒蝮三太夫、鶴田浩二、阿川弘之、池坊保子、糸川英夫、井上友一郎、桶谷繁雄、梶山季之、金田正一、木村秀政、貴ノ花利彰、中山伊知郎、中村勘三郎、林武、平幹二朗、渡辺晋らが石原を支援した。当時「選挙の神様」とも言われた飯島清が参謀として運動全体を取り仕切った。
3月7日午前、社会党の都本部役員、都議団、区市町村議会議員約150人が、美濃部の翻意を求め、知事室前で座り込みを開始した。美濃部はこのとき渋谷区松濤の知事公館におり、不在だった。上田哲、東京都本部委員長の占部秀男、都議団幹事長の沖田正人は磯村光男副知事に面会し、美濃部に対する要望書を手渡した。磯村は「率直に言って、知事は苦しんでいる様子だ。お会いできるよう努力したい」と答えた。
3月10日、美濃部は翻意し、公明党委員長の竹入義勝と会見を開催。事実上の出馬の意思を明らかにした。「ファシストに都政は渡せない」と述べた。このときまで「美濃部は出る」と断言した記者や評論家、選挙関係者はいなかった。前述の上里ひとりが表明の日にちまで的中させた。「2月18日付の朝日新聞に載った『美濃部に身をひかせるのはいかにも惜しい』という大内兵衛の発言や、21日の記者会見での美濃部の涙を見て、ああ、これは出るな、と思った」と上里はのちに述べている。
石原陣営は3月6日の出馬表明後、民社党に協力を要請した。民社党内部では、自動車労連（現・日産労連）、鉄道労働組合、国税労組などが石原支持に早くから傾く。これに対し党都連幹部は「昨秋の定期大会で決定した『自民党または共産党だけとの共闘はしない』という基本方針に背くものだ」「石原を支持したのでは110人が立候補した区議選、市議選がむちゃくちゃになる」として激しく反発した。同盟内のゼンセンや全金同盟、電労連も都連幹部の考えに同調した。混乱の中、民社党では一部が同盟顧問の滝田実を推したが、滝田は固辞した。そこで8年前に民社・自民推薦で擁立した松下正寿に打診したところ松下は快諾。3月12日、党幹部は同盟幹部と会談を開き、松下推薦を決定した。
3月12日、朝日新聞は、都議会の自民、公明、社会、共産のそれぞれの議員団に、松下出馬をめぐる票の流れについての見解を尋ねた。自民党は「我々にとってプラスマイナスはほぼトントンだろう」と答え、公明党は「松下さんはある意味で保守的な人だから、自民の方が票を食われるだろう」と答え、社会党は「反共意識の強い民社の票は放っておくとどうしても自民に回ってしまいがちだ。民社が独自候補を立てることで票が自民に回らなくなるから、当方に有利」と答え、共産党は「たいした影響はないだろう」と答えた。
美濃部が3月10日に出馬の意思を明らかにすると、テレビ、新聞、雑誌はのきなみ美濃部と石原の討論を企画した。ところが美濃部側は首を縦に振ろうとはしなかった。「一新聞、一雑誌だけを引き受けると、他の企画も受けないわけにはいかなくなる。そうなると肝心の選挙運動ができなくなる。というのが理由らしい」という噂が関係者の間に広まった。結成されたばかりの団体「日本ジャーナリストクラブ」がそれならばと、あらゆるメディアを集めて形の二人の討論会見をするという企画を立てた。12日の民社党推薦決定により討論には松下も加わることになり、交渉の結果、石原、松下からは「ぜひやりましょう」という回答が得られた。美濃部陣営では、秘書、周辺ブレーン、社会党、共産党、公明党のいずれもが「私（我々）はよいと思うが、他が非協力的で話が進まない」と責任転嫁をし、企画は結局流れた。日本ジャーナリストクラブ会員のばばこういちが美濃部本人を追及すると、美濃部は「選挙は戦争だから」と答えた。
政治学者の高畠通敏が選挙直後に行ったインタビューで、美濃部の選挙参謀の一人は石原を指し「あの人は政策もなしに個人攻撃しかしないものですから」と答え、「テレビ討論も応じなかったし、同じ場所の演説もできるだけやめるようにした」と話した。石原陣営の飯島清は次のように語った。「石原には『勝算』は薄いが『勝機』はあると言ってきたのです。それは運動によって開けると。ミッテランの言葉は単純な真理です。私が勝機をつかむ突破口として初めから考えていたのは、テレビ選挙です。テレビの立ち合い討論を繰り返し美濃部陣営に求めたが、完全に突き放された」
3月19日、告示。美濃部は社会・共産・公明の推薦、石原は自民推薦、松下は民社推薦を得てそれぞれ立候補した。常連候補では、赤尾敏が6度目、野々上武敏が3度目、南俊夫と深作清次郎が2度目の都知事選に挑戦した。その他には、「政治のポップアート化」を掲げた前衛芸術家の秋山祐徳太子が初出馬したのを始め、立会演説会にチョンマゲ赤フン姿で登壇し選挙公報を検閲で一部削除された歴史家の窪田志一や「教育界における明治維新の断行」を公約に掲げ政見放送では持ち時間超過してもなお日露戦争の講談を演じた栃木県出身で都知事選は2度目の挑戦となる鈴木東四郎。さらに、日中共同声明破棄を訴えた宮崎県出身の河野孔明、インターナショナルを放歌し「国難に内乱で対峙せよ」と煽動的な発言を連発し女性では初めての都知事選立候補者となったマルクス主義青年同盟のきねぶちみわ子、『今日の日はさようなら』で一発当てたソングライターの金子詔一、霞ヶ浦予科練卒にしてカジノと豪華客船を誘致し世界120ヶ国の美女を揃えると公約した茨城県出身の吉田浩など、多士済々たる候補者が出揃い、有権者の耳目を集めた。
石原は3月19日の告示日から4月12日の選挙戦終了まで一貫して「美濃部さんのように前頭葉も後頭葉も退化した七十代の老人に政治を任せる時代は終わった」と言い続け、物議を醸した。それにくわえて25日間、石原は判で押したように毎回同じ演説、同じジョーク、同じしぐさを続けた。
3月下旬、自動車労連（会長：塩路一郎）は日産自動車関連の工場や販売店の労組に「美濃部が3選されると排ガスなど自動車の規制が厳しくなって、会社はやっていけなくなる。企業防衛のため石原を当選させる」と伝え、組合員のねじを巻いた。各労組職制と労組幹部が組合員に各自割り当てていた10票の票集めを15-20票に増やし、日曜日には多摩一円の団地などに石原の法定ビラを配布し、電話作戦にも動員した。運動が追い込みに入るにつれ、下部組織からは「松下支持の同盟傘下の労組がなぜ石原の選挙運動をするのか」と不満が続出した。
松下は70年代以降は文鮮明に帰依し、1974年9月に統一教会が設立した「世界平和教授アカデミー」の会長、1975年1月に創刊された「世界日報」の論説委員などを務めていた。しかしながら統一教会は松下の応援に入らず、石原のために動員をかけた。教団関連団体の国際勝共連合は、石原の選挙費用のうち1億5、6千万円ほどを負担した。

## 立会演説会
立会演説会（各候補者が政見を発表し合う演説会。1983年の法改正で同制度は廃止）は、3月26日～28日、4月2日～4日、6日の7日間、7会場で開催された。それぞれの候補者の持ち時間は9分。都知事選においてはこの年の選挙から初めてテレビ放映が導入された。テレビ放映は7会場のうち、5会場分について実施された。詳細は下記のとおり。
| 立会演説会    | 立会演説会 | 立会演説会       | テレビ放送       | テレビ放送      |
| 開催日        | 区市名     | 会場名           | テレビ局名       | 月日            |
| ------------- | ---------- | ---------------- | ---------------- | --------------- |
| 3月26日（水） | 千代田区   | 日比谷公会堂     | 日本教育テレビ   | 3月31日～4月3日 |
| 3月27日（木） | 立川市     | 立川市市民会館   | 東京12チャンネル | 3月31日～4月2日 |
| 3月28日（金） | 渋谷区     | 渋谷公会堂       | 東京12チャンネル | 4月3日～4月4日  |
| 4月02日（水） | 新宿区     | 新宿区体育館     | 東京12チャンネル | 4月7日～4月8日  |
| 4月03日（木） | 八王子市   | 八王子市民体育館 | --               | --              |
| 4月04日（金） | 台東区     | 台東体育館       | 東京12チャンネル | 4月9日～4月10日 |
| 4月06日（日） | 葛飾区     | 葛飾区公会堂     | --               | --              |

## 立候補者
16名、五十音順
| 立候補者名                               | 年齢 | 新旧 | 党派                                   | 肩書き                     |
| ---------------------------------------- | ---- | ---- | -------------------------------------- | -------------------------- |
| 赤尾敏 （あかお びん）                   | 76   | 新   | 大日本愛国党                           | 大日本愛国党総裁、元代議士 |
| 秋山祐徳太子 （あきやま ゆうとくたいし） | 40   | 新   | 無所属                                 | 現代美術家                 |
| 石原慎太郎 （いしはら しんたろう）       | 42   | 新   | 無所属 （自民党 推薦）                 | 元自民党参議院議員、作家   |
| 金子詔一 （かねこ しょういち）           | 33   | 新   | 無所属                                 | ソングライター             |
| きねぶちみわ子 （きねぶち みわこ）       | 30   | 新   | マル青同政治連盟                       |                            |
| 窪田志一 （くぼた しいち）               | 61   | 新   | 無所属                                 | 歴史家                     |
| 河野孔明 （こうの こうめい）             | 69   | 新   | 新東方会                               | 台湾守護会会長             |
| 鈴木東四郎 （すずき とうしろう）         | 77   | 新   | 無所属                                 |                            |
| 日月外記 （たちもり げき）               | 61   | 新   | 国民新党                               |                            |
| 垂井正太郎 （たるい しょうたろう）       | 62   | 新   | 東京都民党 （日本国粋会 推薦）         |                            |
| 野々上武敏 （ののがみ たけとし）         | 65   | 新   | 無所属                                 |                            |
| 深作清次郎 （ふかさく せいじろう）       | 63   | 新   | 無所属 （日本青年社、同結社 推薦）     | 著述業                     |
| 松下正寿 （まつした まさとし）           | 74   | 新   | 無所属 （民社党 推薦）                 | 元民社党参議院議員、弁護士 |
| 南俊夫 （みなみ としお）                 | 63   | 新   | 世界連邦推進委員会                     | 政治団体役員               |
| みのべ亮吉 （みのべ りょうきち）         | 71   | 現   | 無所属 （社会党、共産党、公明党 推薦） | 東京都知事、大学教授       |
| 吉田浩 （よしだ ひろし）                 | 59   | 新   | 無所属                                 |                            |

## 投票結果
4月13日、投票。投票率は67.29%で、前回1971年の72.36%を大きく下回った（前回比 -5.07%） 。
4月14日、開票。候補者別の得票数の順位、得票数、得票率、惜敗率、供託金没収概況は以下のようになった。供託金欄のうち「没収」とある候補者は、有効投票総数の10%を下回ったため全額没収された。得票率と惜敗率は未発表のため暫定計算とした（小数3位以下四捨五入）。
|      | 順位 | 候補者名        | 党派               | 新旧 | 得票数    | 得票率 | 惜敗率 | 供託金 |
| ---- | ---- | --------------- | ------------------ | ---- | --------- | ------ | ------ | ------ |
| 当選 | 1    | ■みのべ亮吉     | 無所属             | 現   | 2,688,566 | 50.48% | ----   |        |
|      | 2    | ■石原慎太郎     | 無所属             | 新   | 2,336,359 | 43.87% | 86.90% |        |
|      | 3    | ■松下正寿       | 無所属             | 新   | 273,574   | 5.14%  | 10.18% | 没収   |
|      | 4    | ■赤尾敏         | 大日本愛国党       | 新   | 12,037    | 0.23%  | 0.45%  | 没収   |
|      | 5    | ■秋山祐徳太子   | 無所属             | 新   | 3,101     | 0.06%  | 0.12%  | 没収   |
|      | 6    | ■金子詔一       | 無所属             | 新   | 2,853     | 0.05%  | 0.11%  | 没収   |
|      | 7    | ■きねぶちみわ子 | マル青同政治連盟   | 新   | 2,478     | 0.05%  | 0.09%  | 没収   |
|      | 8    | ■吉田浩         | 無所属             | 新   | 2,019     | 0.04%  | 0.08%  | 没収   |
|      | 9    | ■南俊夫         | 世界連邦推進委員会 | 新   | 908       | 0.02%  | 0.03%  | 没収   |
|      | 10   | ■鈴木東四郎     | 無所属             | 新   | 892       | 0.02%  | 0.03%  | 没収   |
|      | 11   | ■窪田志一       | 無所属             | 新   | 828       | 0.02%  | 0.03%  | 没収   |
|      | 12   | ■河野孔明       | 新東方会           | 新   | 754       | 0.01%  | 0.03%  | 没収   |
|      | 13   | ■深作清次郎     | 無所属             | 新   | 541       | 0.01%  | 0.02%  | 没収   |
|      | 14   | ■日月外記       | 国民新党           | 新   | 497       | 0.01%  | 0.02%  | 没収   |
|      | 15   | ■垂井正太郎     | 東京都民党         | 新   | 411       | 0.01%  | 0.02%  | 没収   |
|      | 16   | ■野々上武敏     | 無所属             | 新   | 390       | 0.01%  | 0.01%  | 没収   |

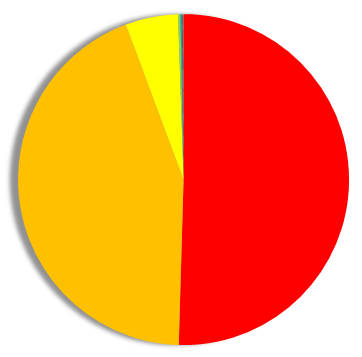
各候補の得票率（得票数の多かった順）

激戦の末、現職の美濃部が薄氷で3選を果たした。次点に終わった石原が獲得した233万6359票は、落選候補の得票数としては日本選挙史上最高得票数であり、いまだに破られていない。なお、その石原は6期後の1999年で雪辱を果たし、2003年には都知事選史上最高の得票率70.21%（得票数308万7190票も日本選挙史上2位）で再選されている。
8年前に都知事選史上最大の接戦を繰り広げた（惜敗率だった）、民社党推薦の松下は3位で落選。得票率5.14％により供託金（30万円）を没収された。当時の五大政党が正式推薦した候補者で供託金を没収されたのは都知事選では初めてのことであった。
その他の候補では、前回に続いて、大日本愛国党の赤尾が得票数4位でその他の候補で最上位進出を果たした。